# Cleora tora
Cleora tora är en fjärilsart som beskrevs av Louis Beethoven Prout 1926. Cleora tora ingår i släktet Cleora och familjen mätare. Inga underarter finns listade i Catalogue of Life.